# Remaniement ministériel
 (février 2014).
Si vous disposez d'ouvrages ou d'articles de référence ou si vous connaissez des sites web de qualité traitant du thème abordé ici, merci de compléter l'article en donnant les références utiles à sa vérifiabilité et en les liant à la section « Notes et références ».
 (mai 2022).
Un remaniement ministériel (parfois appelé « remaniement gouvernemental ») est une modification partielle de la composition d'un gouvernement avant le terme officiel de son mandat.
Lorsqu'un Premier ministre présente la démission de son gouvernement, et qu'il est reconduit dans ses fonctions pour former un nouveau cabinet, ce n'est pas un remaniement ministériel, mais un changement de gouvernement. Dans ce cas, l'usage du mot « remaniement » est erroné.

## Causes possibles d'un remaniement
Il existe trois principales causes à un remaniement ministériel[Où ?][réf. nécessaire] : 
- Démission : la démission d'un ministre (ou d'un secrétaire d'État) oblige le chef du Gouvernement à lui nommer un remplaçant. Généralement, on parle de remaniement technique, excepté quand cette démission est due à un scandale ou une grande impopularité. Ce type de remaniement peut affecter plusieurs ministères, dans la mesure où le ministre démissionnaire peut être remplacé par un de ses collègues.
- Impopularité : lorsque le gouvernement se trouve en difficulté, après de fortes contestations populaires, un échec au Parlement (qui ne remet pas en cause la confiance qui lui a été accordée) ou des élections perdues (sénatoriales, locales, européennes ...), le chef du Gouvernement peut décider de remanier son équipe afin d'en exclure les membres les plus contestés et d'y inclure à la fois de nouvelles têtes et des cadres importants du parti (ou de la coalition) au pouvoir ayant déjà une grande expérience politique.
- Renouvellement : lorsque le gouvernement est en fonction depuis un certain temps (généralement les deux tiers de son mandat), son chef peut décider, pour redonner du souffle à son action politique, de remplacer certains ministres dans des domaines peu exploités au cours de la législature. Ce type de remaniement peut permettre d'exclure des membres contestés, sans pour autant le faire sous la pression de l'impopularité.